# Oenopota biconica
Oenopota biconica é uma espécie de gastrópode do gênero Oenopota, pertencente a família Mangeliidae.